# Verbastering
Verbastering is in de taalkunde het verschijnsel dat een woord in de loop van de tijd sterk van vorm verandert, bijvoorbeeld omdat de eigenlijke betekenis in de vergetelheid is geraakt. Dit verschijnsel begint meestal al dan niet bewust in de gesproken taal en breidt zich gaandeweg uit naar de geschreven taal.
Etymologisch heeft de term een oorsprong in het woord bastaard.

## Voorbeelden
- een scarabee is een bepaald type mestkever. Sommige loopkevers hebben echter in de volksmond de naam scharrebijter, schallebijter, of schalebijter gekregen, een woord dat door verbastering van "scarabee" afkomstig is. Tegenwoordig wordt het woord "scarabee" zelf minder met een insect geassocieerd en het heeft de connotatie van juweel gekregen; hier is duidelijk sprake van een betekenisverbetering.
- Piëdestal wordt vanwege de gelijkenis paddenstoel
- Piepschuim werd in België oorspronkelijk onder de merknaam "Easy-Mo" verkocht; dat werd verbasterd tot isimo.
- In de Amerikaanse stad New York zijn ook verbasteringen te vinden in de namen. Harlem is de verbastering van Haarlem, Brooklyn van Breuckelen.
- Santa Claus, de Amerikaanse benaming voor de kerstman, is een verbastering van Sinterklaas.
- Alstublieft is afgeleid van de woordgroep "als het u belieft".

## Verwante begrippen
De meest voorkomende vorm van woordverbastering is een acryologie. De hierboven gegeven voorbeelden zijn tevens acryologieën. Een contaminatie is een onopzettelijke verbastering en dus geen stijlfiguur.
Een malapropisme is een vorm van verbastering.
Een catachrese berust ook op verkeerd woordgebruik, maar hierbij veranderen de woorden niet van vorm.